# 31-ша армія (СРСР)
Три́дцять пе́рша а́рмія (31 А) — загальновійськова армія у складі Збройних сил СРСР під час Німецько-радянської війни з 14 липня 1941 по вересень 1945.

## Командування
- Командувачі:
  - генерал-майор Ракутін К. І. (25 червня — 15 липня 1941);
  - генерал-майор Далматов В. М. (15 липня — 13 жовтня 1941);
  - генерал-майор Юшкевич В. О. (19 жовтня 1941 — 19 березня 1942);
  - генерал-майор Вострухов В. І. (19 березня 1942 — 14 квітня 1942);
  - генерал-майор Поленов В. С. (15 квітня 1942 — 27 лютого 1943);
  - генерал-майор, з 9 вересня 1943 генерал-лейтенант Глуздовський В. О. (27 лютого 1943 — 27 квітня 1944);
  - генерал-лейтенант, з 15 липня 1944 генерал-полковник Глаголев В. В. (27 травня 1944 — 15 грудня 1944);
  - генерал-лейтенант Шафранов П. Г. (15 грудня 1944 — 9 липня 1945).